# Casino van San Remo

Het Casino van San Remo is een casino in de Italiaanse badplaats San Remo.
Het werd ingewijd op 14 januari 1905 en heette eerst Kursaal. In het begin was het een theater waar feesten, recepties, shows en concerten gegeven werden. 
In 1951 vond in het casino de allereerste editie plaats van het Festival van San Remo, de populaire Italiaanse liedjeswedstrijd en de moeder van het Eurovisiesongfestival. Het casino bleef onderbroken de locatie van het festival tot 1976. In 1977 verhuisde de liedjeskermis naar het Ariston-theater.